# 偷工减料
偷工減料，常是貪污或收賄的具體象徵，常與偽造文書同時發生。例如：偽造探勘紀錄、偽造工程材料檢驗報告、偽造驗收紀錄……等。

## 基本定義
偷工
1. 非標準作業程序，例如：非正常的縮短工期，或是刻意縮減勞力成本，導致品質上明顯的瑕疵。

減料
1. 不按照原本的工程藍圖的設計。或刻意減少施工材料的份量、調整混凝土的比例。
2. 使用不合格的材料。例如：使用竹签替代鋼筋當建材。或是以廢土充填當作地基。
3. 廢棄的建材回收再利用，卻未對其品質把關。例如：已過度鏽蝕或不規則扭曲的鋼筋。

## 後果
1. 縮短使用期限。
2. 使用上的安全顧慮。（例如有崩塌的危險。）

## 相關
- 豆腐渣工程
- 工程倫理
- 賄賂、回扣

## 外部連結
- "偷工減料" - 搜索 Google 圖書